# Claude Duneton
Claude Duneton (* 21. April 1935 in Lagleygeolle, Département Corrèze; † 21. März 2012 in Lille)  war ein französischer Schriftsteller, Schauspieler, Übersetzer, Anglist, Romanist, Französist und Sprachforscher.

## Leben und Werk
Duneton, der in einem okzitanischen Umfeld aufgewachsen war, studierte Anglistik, engagierte sich aber vornehmlich für die Anerkennung der Vielsprachigkeit auf französischem Boden und für die Pflege des Französischen. Besondere Aufmerksamkeit widmete er den bildlichen Redewendungen und der Sprechsprache. Er trat außerdem als Autor von Romanen und Theaterstücken, als Übersetzer aus dem Englischen, sowie als Schauspieler und Regisseur in Erscheinung.

## Werke (Französistik)
- Parler croquant, Paris 1973, 1978, Meuzac 2009
- (Hrsg. mit Jean-Pierre Pagliano) Anti-manuel de français à l’usage des classes du second degré et de quelques autres, Paris 1978, 1980
- La puce à l'oreille. Anthologie des expressions populaires avec leur origine, Paris 1978, 1981; 1985, 1989, 1990, 1991, 1995, 2001, 2005
- À hurler le soir au fond des collèges. L'enseignement de la langue française, Paris 1984
- (Bearbeiter mit Monique Baile) Chrétien de Troyes, Le Chevalier à la charrette, Paris 1985
- Le bouquet des expressions imagées. Encyclopédie thématique des locutions figurées de la langue française,  Paris  1990  (1375 Seiten)
- Le guide du français familier, Paris 1998
- Histoire de la chanson française, Paris 1998
- La mort du français, Paris 1999
- Au plaisir des mots. Les meilleures chroniques, Paris 2004, 2011 (Auswahl an Sprachglossen aus Le Figaro littéraire)
- Pierrette qui roule. Les terminaisons dangereuses, Paris 2007 (zur Feminisierung der Sprache)

## Filmografie (Auswahl)
- 1982: Douce enquête sur la violence
- 1983: Un bruit qui court …
- 1983: Vive la sociale!
- 1983: Le grain de sable
- 1986: Betty Blue – 37,2 Grad am Morgen (37°2 le matin) – nur Langfassung
- 1987: Die Passion der Beatrice (La passion Béatrice)
- 1989: Tolérance
- 1991: Geliebte Milena (Milena)
- 1991: Das Jahr des Erwachens (L’année de l’éveil)
- 1991: Die zwei Leben der Veronika (La double vie de Véronique)
- 1992: Bis auf die Haut (Obiettivo indiscreto)
- 1993: Drei Farben: Blau (Trois couleurs: Bleu)
- 1994: Quand j’avais 5 ans je m’ai tué
- 2005: Backstage
- 2005: Ich sah den Mord an Ben Barka (J’ai vu tuer Ben Barka)
- 2007: Tout est pardonné
- 2009: L’insurgée